# 林肯 (密歇根州)
林肯（英語：Lincoln）是位於美國密歇根州阿爾科納縣的一個村。

## 人口
根據2020年美國人口普查的數據，林肯的面積為2.74平方千米，當中陸地面積為2.13平方千米，而水域面積為0.60平方千米。當地共有人口305人，而人口密度為每平方千米111人。